# Teachta Dála
Um Teachta Dala (plural: Teachtaí Dala) é um membro do Dáil Éireann, a Câmara Baixa do Oireachtas (Parlamento) da República da Irlanda. A tradução oficial de Teachta Dala é "Deputado para o Dáil", e numa tradução literal, "Delegado da Assembleia". Em Inglês, a sigla TD é normalmente utilizada, bem como TDs para o plural.
O termo foi primeiramente utilizado para referir os deputados irlandeses, eleitos em 1918 nas eleições gerais que, em vez de comparecerem na Câmara dos Comuns, em Londres, à qual haviam sido eleitos, compareceram no parlamento criado na Mansion House, Dublin, onde criaram o novo parlamento irlandês: o Dáil Éireann. O termo continuou a ser utilizado após este "Primeiro Dáil" e foi usado para referir, posteriormente, um deputado da câmara do Dáil Éireann (ou "Assembleia da Irlanda") (1919-1922), membros do Dáil Éireann (ou "Câmara dos Deputados") do Estado Livre Irlandês (1922-1937), e do Dáil Éireann (ou "Casa dos Representantes") da Irlanda.

## Título
A sigla "TD" é colocada após o sobrenome dos eleitos. Por exemplo, o atual Taoiseach (chefe de governo) "Micheál Martin, TD". Ele está no cargo de TD desde 1989. O título é usado para referir um indivíduo durante os debates no Dáil Éireann, e é precedido do nome do deputado (em irlandês: an Teachta).